# Argyra
Argyra is een vliegengeslacht uit de familie van de slankpootvliegen (Dolichopodidae).

## Soorten
- A. abdominalis (Say, 1829)
- A. albicans Loew, 1861
- A. albicoxa Van Duzee, 1925
- A. albiventris Loew, 1864
- A. aldrichi Johnson, 1904
- A. angustata Van Duzee, 1925
- A. argentina (Meigen, 1824)
- A. argentiventris Van Duzee, 1925
- A. argyria (Meigen, 1824)
- A. atriceps Loew, 1857
- A. auricollis (Meigen, 1824)
- A. barbipes Van Duzee, 1925
- A. basalis Van Duzee, 1932
- A. bimaculata Van Duzee, 1925
- A. brevipes Van Duzee, 1925
- A. calceata Loew, 1861
- A. calcitrans Loew, 1861
- A. californica Van Duzee, 1925
- A. canariensis Becker, 1918
- A. ciliata Van Duzee, 1924
- A. cingulata (Loew, 1861)
- A. condomina Harmston and Knowlton, 1946
- A. corsica Parent, 1929
- A. currani Van Duzee, 1925
- A. cylindrica Loew, 1864
- A. dakotensis Harmston and Knowlton, 1939
- A. diaphana (Fabricius, 1775)
- A. discedens Becker, 1907
- A. elongata (Zetterstedt, 1843)
- A. fasciventris Van Duzee, 1930
- A. femoralis Van Duzee, 1925
- A. flabellifera Becker, 1891
- A. flavicornis Van Duzee, 1925
- A. flavicoxa Van Duzee, 1925
- A. flavipes Van Duzee, 1925
- A. grata Loew, 1857
- A. grayi Robinson, 1964
- A. hirta Van Duzee, 1925
- A. hoffmeisteri (Loew, 1850)
- A. idahona Harmston and Knowlton, 1946
- A. ilonae Gosseries, 1988

- A. inaequalis Van Duzee, 1925
- A. involuta Van Duzee, 1925
- A. johnsoni Van Duzee, 1925
- A. leucocephala (Meigen, 1824)
- A. loewi Kowarz, 1879
- A. magnicornis (Zetterstedt, 1838)
- A. miki (Kowarz, 1882)
- A. minuta Loew, 1861
- A. nigricoxa Van Duzee, 1925
- A. nigripes Loew, 1864
- A. nigriventris Van Duzee, 1925
- A. obscura Van Duzee, 1925
- A. oreada Negrobov, 1973
- A. perplexa Becker, 1918
- A. pilosicornis (Walker, 1849)
- A. robusta Johnson, 1906
- A. scutellaris Van Duzee, 1925
- A. sericata Van Duzee, 1925
- A. setimana Loew, 1859
- A. setipes Van Duzee, 1925
- A. setulipes Becker, 1918
- A. similis Harmston and Knowlton, 1940
- A. skufjini Negrobov, 1965
- A. spina Van Duzee, 1925
- A. splendens Van Duzee, 1933
- A. spoliata Kowarz, 1879
- A. striaticollis Becker, 1918
- A. subarctica Ringdahl, 1920
- A. thoracica Van Duzee, 1925
- A. utahna Harmston, 1951
- A. velutina Van Duzee, 1925
- A. vestita (Wiedemann, 1817)